# Thrombozytenadhäsion
Die Thrombozytenadhäsion beschreibt einen frühen Vorgang der zellulär vermittelten Blutgerinnung, die dem Verschluss einer Wunde und dem Stoppen der Blutung dient. 
Dabei haften sich Thrombozyten (Blutplättchen) an einer Oberfläche an, mit der sie innerhalb intakter Blutgefäße normalerweise nicht in Kontakt kommen. Bei Verletzungen der Gefäße sind dies Bestandteile des hinter dem Gefäß liegenden Gewebes (Sub-Endothel). Diese Adhäsion ist Voraussetzung für die Thrombozytenaggregation, die essentiell für das Abdichten verletzter Blutgefäße ist.
Experimentell hat sich gezeigt, dass Thrombozyten auch an anorganischen Materialien wie Glas, Porzellan oder Metall adhärieren können. Die Adhäsion an definierten Glasoberflächen wird zur Bestimmung der Adhäsivität von Thrombozyten verwendet. Störungen der Thrombozytenadhäsion können bei Verletzungen zu stark verzögerten Blutungen führen. Mittels des Rumpel-Leede-Tests kann die Blutplättchenfunktion im Patienten untersucht werden. Welcher Teil der zellulär vermittelten Blutgerinnung bei bspw. einer verlängerten Blutungszeit gestört ist, lässt sich mit diesem Test jedoch nicht klären.